# Guiu II de Spoleto
Guiu II fou el fill i successor del duc Lambert I de Spoleto. Fou partidari de Carles el Calb, que el 876 va retornar el ducat de Spoleto al seu pare Lambert, i va nomenar marcgravi de Camerino al germà de Lambert I, Guiu de Camerino (el futur Guiu III de Spoleto). Guiu va succeir al seu pare com a duc de Spoleto a la seva mort el 880. El Papa el va convidar a una troba el mateix any 880 però Guiu el va ignorar i va enviar els seus exercita a envair el domini pontifici. El Papa Joan VIII va demanar ajut a Carles el Gros, rei d'Itàlia, al que va coronar emperador el 12 de febrer del 881. Però Carles li va donar poca ajuda contra Guiu. En una carta del Papa a Carles, s'esmentava a Guiu amb l'adjectiu "rabbia" (ràbia) que Guiu va agafar com a malnom. Carles va convocar una dieta a Ravenna (febrer del 882) en la qual Guiu II, el seu oncle Guiu de Camerino, el Papa, i el rei Carles van acordar una pau general, i els dos primera retornarien els territoris pontificis ocupats. Guiu II va morir de forma sobtada el mateix 882, i només va deixar fills infants (el futur Guiu IV de Spoleto i I de Benevent, i Itta, que fou esposa de Guaimar I de Salern). El seu oncle Guiu de Camerino va agafar les regnes del poder i fou reconegut duc sota el nom de Guiu III de Spoleto.